# Bajazeto II
Bajazeto II (em turco otomano: بايزيد ثانى; romaniz.: Bāyezīd-i sānī; em turco: II. Bayezid ou II. Beyazıt; Didimoteico, 3 de dezembro de 1447 — Istambul, 26 de maio de 1512) foi o filho do sultão Maomé II, o Conquistador do Império Otomano. Reinou entre 1481 e 1512. Durante seu reinado, Bajazeto II consolidou o Império Otomano e frustrou uma rebelião safávida logo antes de abdicar do trono a favor do seu filho Selim I.

## Biografia
Em 1492, na sequência da expulsão dos judeus de Espanha, Bajazeto II enviou à Andaluzia o almirante Quemal Reis para que evacuasse exilados judeus e muçulmanos e os levasse para terras otomanas.
Uma frase famosa atribuída a ele é: "Não considero o rei Fernando II de Aragão como uma pessoa inteligente, pois empobrece seu país e enriquece o meu." (Referente à expulsão dos judeus da Espanha em 1492.)
Durante seu reinado, em 1509, ocorreu o grande terremoto de Constantinopla, que devastou a cidade.